# Menselijke penis

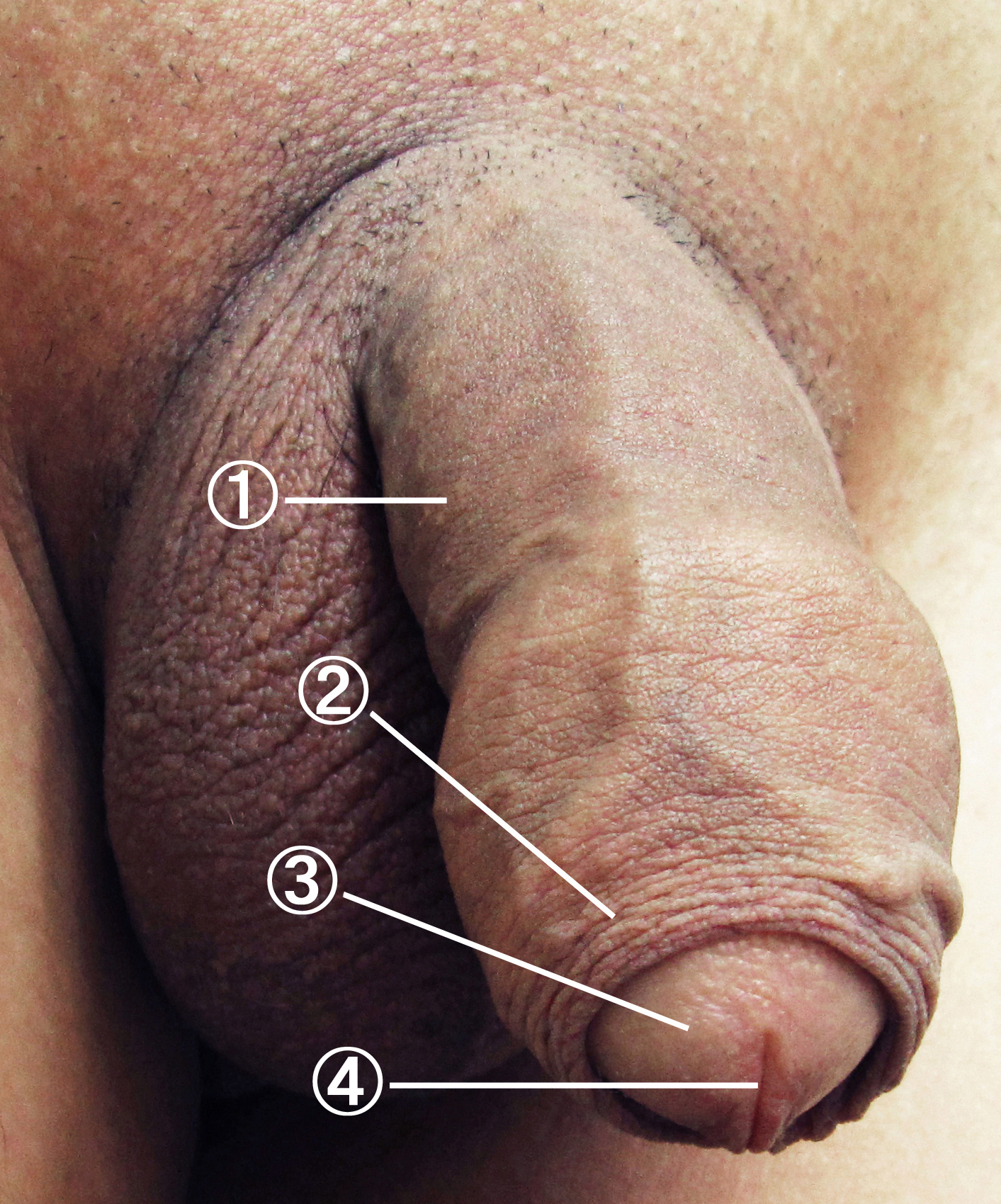
1. Corpus 2. Voorhuid 3. Eikel 4. Meatus

De menselijke penis (ook piemel of mannelijk lid) is de penis van de mens. De penis is een orgaan dat wordt gebruikt voor urineren en geslachtsgemeenschap en andere vormen van seks zoals aftrekken, pijpen en frottage.

## Anatomie

Een lengtedoorsnede van de menselijke penis

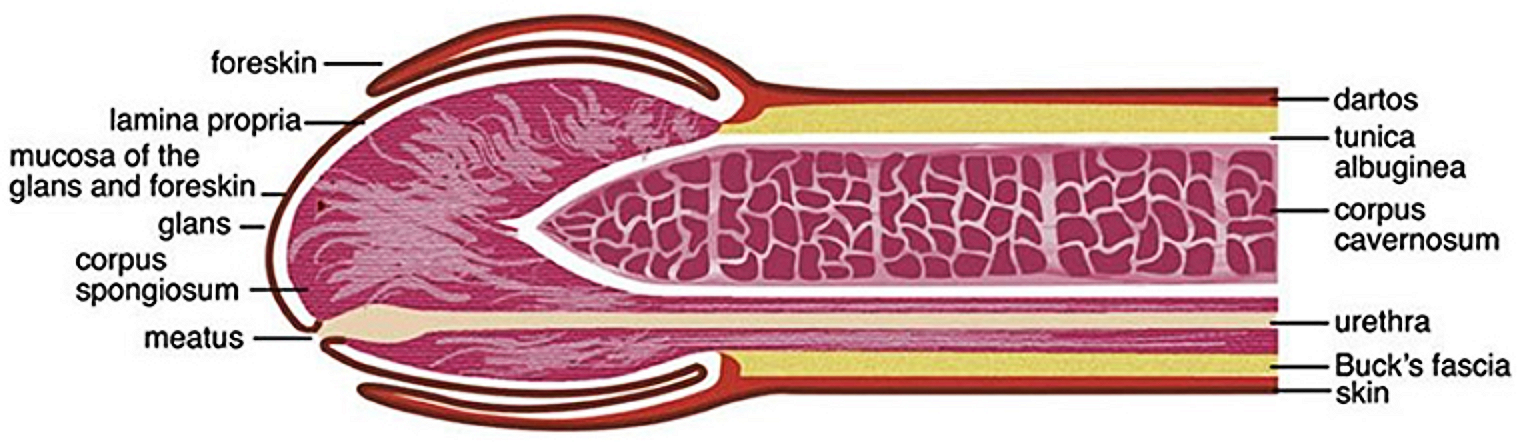
Menselijke penis

De menselijke penis bestaat uit drie zwellichamen: twee aan weerszijden bovenin (de corpora cavernosa – enkelvoud: corpus cavernosum), en één aan de onderzijde van de penis (het corpus spongiosum). Deze derde is groter dan de eerste twee en kegelvormig. Hij vormt aan de voorzijde van de penis de zeer gevoelige eikel (glans penis). Tussen de eikel en het corpus van de penis bevindt zich een groef, het collum glandis. Aan de basis van de eikel zijn er kliertjes die talg produceren, de glandulae praeputiales. De eikel wordt beschermd door de voorhuid (preputium): een losse huidflap die naar achteren kan schuiven en daarbij de eikel vrijlegt. Om verschillende culturele, religieuze en medische redenen wordt de voorhuid soms gedeeltelijk of geheel verwijderd; dit wordt besnijdenis of circumcisie genoemd. De eikel wordt met de voorhuid verbonden door het toompje (frenulum). Dit is meestal de meest gevoelige plek van de penis.
De corpora cavernosa zitten aan het proximale uiteinde, de crura genoemd, vast aan de ramus inferior, de onderkant van het schaambeen (os pubis), en aan het zitbeen (os ischii). Beide corpora komen samen ter hoogte van de onderrand van het schaambeen. Elk zwellichaam is bedekt met een laagje bindweefsel: de tunica albuginea, die rond het corpus spongiosum veel dunner is dan rond de corpora cavernosa. Daarbij is de tunica albuginea 2 tot 4 mm dik en bestaat uit twee lagen: de buitenste laag bestaat voornamelijk uit elastische vezels en de binnenste uit collageen, de veel dunnere fascie van Buck (fascia penis) omhult alle drie zwellichamen.
De urinebuis loopt door het centrum van het onderste zwellichaam (corpus spongiosum) en komt uit op de top van de eikel. Bij de afwijking hypospadie mondt de urinebuis aan de onderzijde van de penis uit. De urinebuis dient zowel voor de doorgang van urine als sperma. De basis van alle drie zwellichamen worden bekleed door de musculus bulbospongiosus en de musculus ischiocavernosus. Deze dwarsgestreepte spieren kunnen zowel reflexmatig als bewust worden aangespannen. Ze zijn betrokken bij zowel de erectie als ejaculatie.
Het stukje huid tussen scrotum en anus heet perineum of bilnaad.
De penis is homoloog met de clitoris bij de vrouw; hij ontstaat uit dezelfde embryonale structuur. De penis en de balzak vormen tezamen de uitwendige seksuele organen van de man.
Sommige kinderen worden geboren zonder duidelijk mannelijke of duidelijk vrouwelijke geslachtsorganen. Men spreekt dan van interseksualiteit.

## Puberteit
In het begin van de puberteit beginnen de zaadballen zich te ontwikkelen. Meestal begint de penis te groeien op 10 tot 15-jarige leeftijd. De penis is meestal uitgegroeid op 18 tot 21-jarige leeftijd. Er groeit ook schaamhaar boven en rondom de penis.
In de puberteit is de verhouding tussen de slappe en de stijve penis anders dan bij volwassen mannen. De slappe penis is relatief kleiner dan die van een volwassen mens. Bij een erectie daarentegen is de penis gemiddeld even groot als bij een volwassen man.

## Erectie

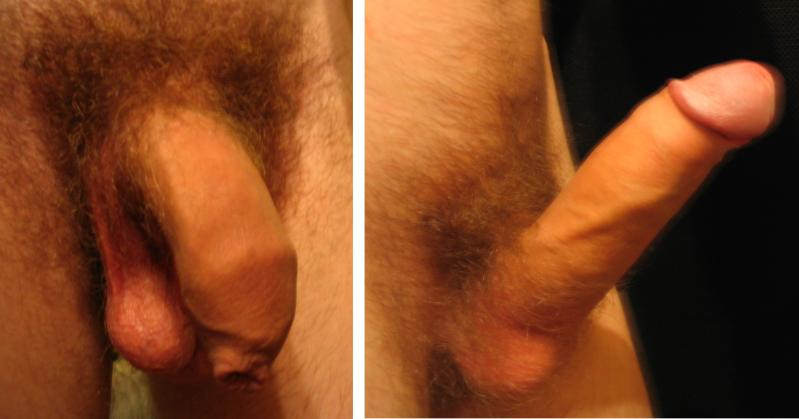
Onbesneden penis zonder en met erectie.

Een erectie is een stijve en harde penis en wordt voornamelijk veroorzaakt door seksuele opwinding. Dit komt reeds voor bij jongetjes, in de kinderjaren. Het onvermogen een erectie te krijgen heet impotentie. Dit komt vooral voor bij mannen op gevorderde leeftijd, doch niet uitsluitend. Een langdurige erectie zonder seksuele opwinding heet priapisme.

## Ejaculatie
Een ejaculatie bij mannen is de uitstoot van sperma uit de penis. Het gaat meestal gepaard met een orgasme. Samentrekkingen van verschillende spiertjes voeren sperma, dat zaadcellen bevat, naar buiten. Meestal is een ejaculatie het resultaat van seksuele stimuleringen. Het kan ook zonder stimulatie gebeuren, bijvoorbeeld tijdens de slaap in een zogenoemde 'natte droom'.

## Besnijdenis

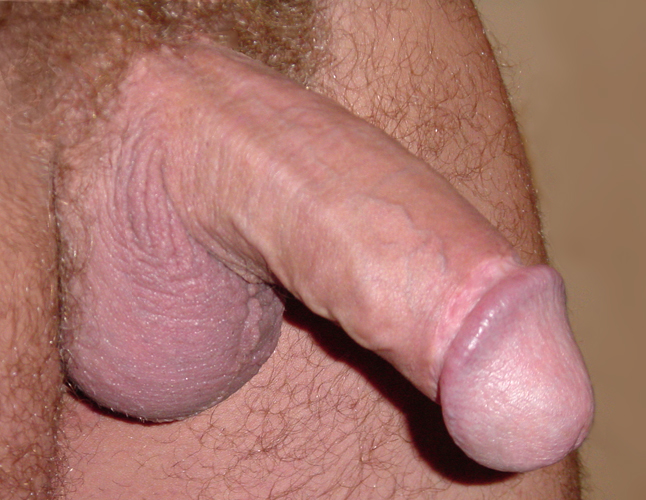
Een besneden, half stijve penis

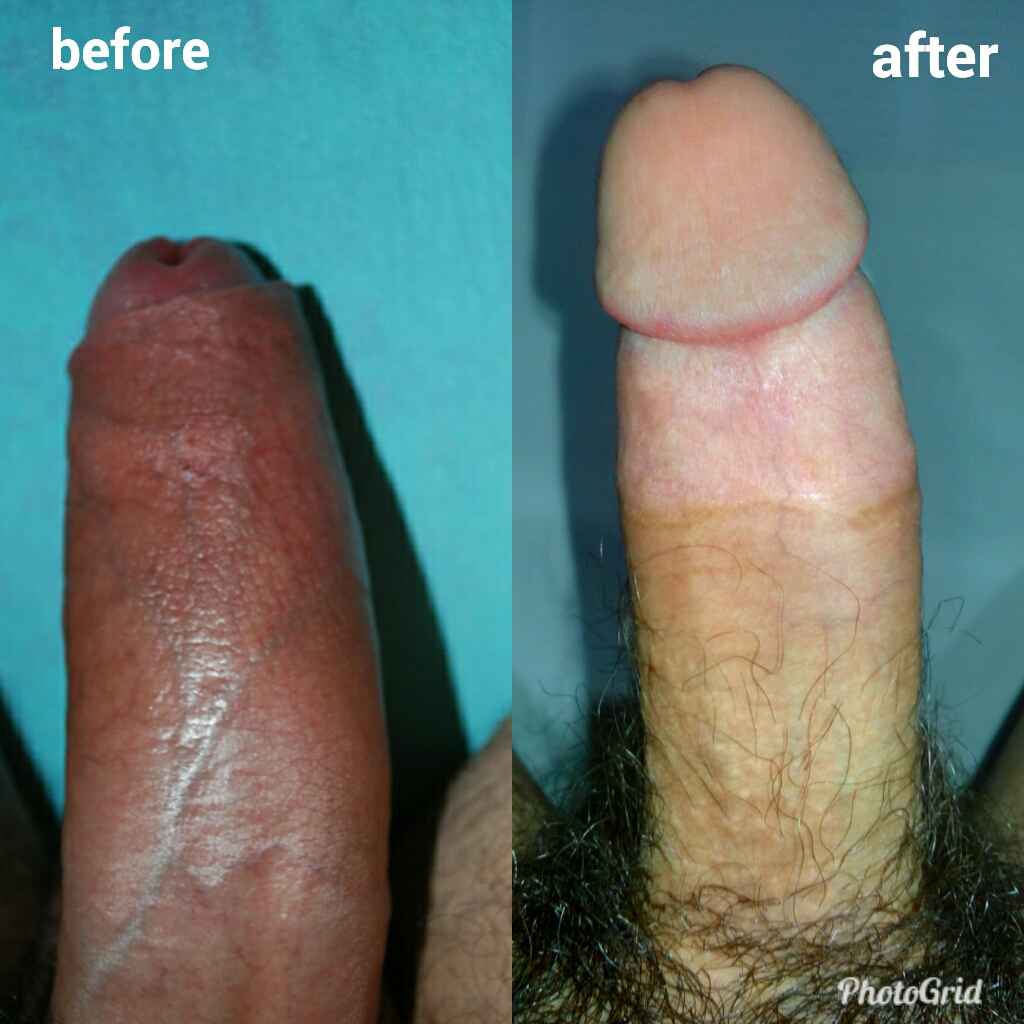
Penis voor en na de besnijdenis

De meest voorkomende vorm van verandering aan de penis is de besnijdenis: het weghalen van een deel of de gehele voorhuid. Dit gebeurt vaak om culturele of religieuze overwegingen en soms uit medische noodzaak. Voor het besnijden van kinderen zijn er moderne apparaten zoals de Gomco klem, Plastibell en de Mogen klem.

## Normale variaties
- Parelketting is de naam voor kleine, kegelvormige papillen aan de rand van de eikel.
- Plekjes van Fordyce zijn lichtgele, lichtverheven papels die op de penis kunnen verschijnen.
- Sebaceous prominences zijn bultjes vergelijkbaar met de plekjes van Fordyce, maar zitten op de talgklieren.
- Fimosis is een vernauwing van de voorhuid. Het komt vaak voor bij kleine kinderen en gaat meestal vanzelf weg. Volgens artsen moet behandeling pas na 19-jarige leeftijd overwogen worden.
- Kromming, de penis kan gekromd zijn naar boven, beneden, links of rechts. Er komen zelfs krommingen voor van 30°, waarbij er geen problemen ontstaan. Behandeling wordt zelden overwogen bij krommingen onder de 45°.

## Lengte

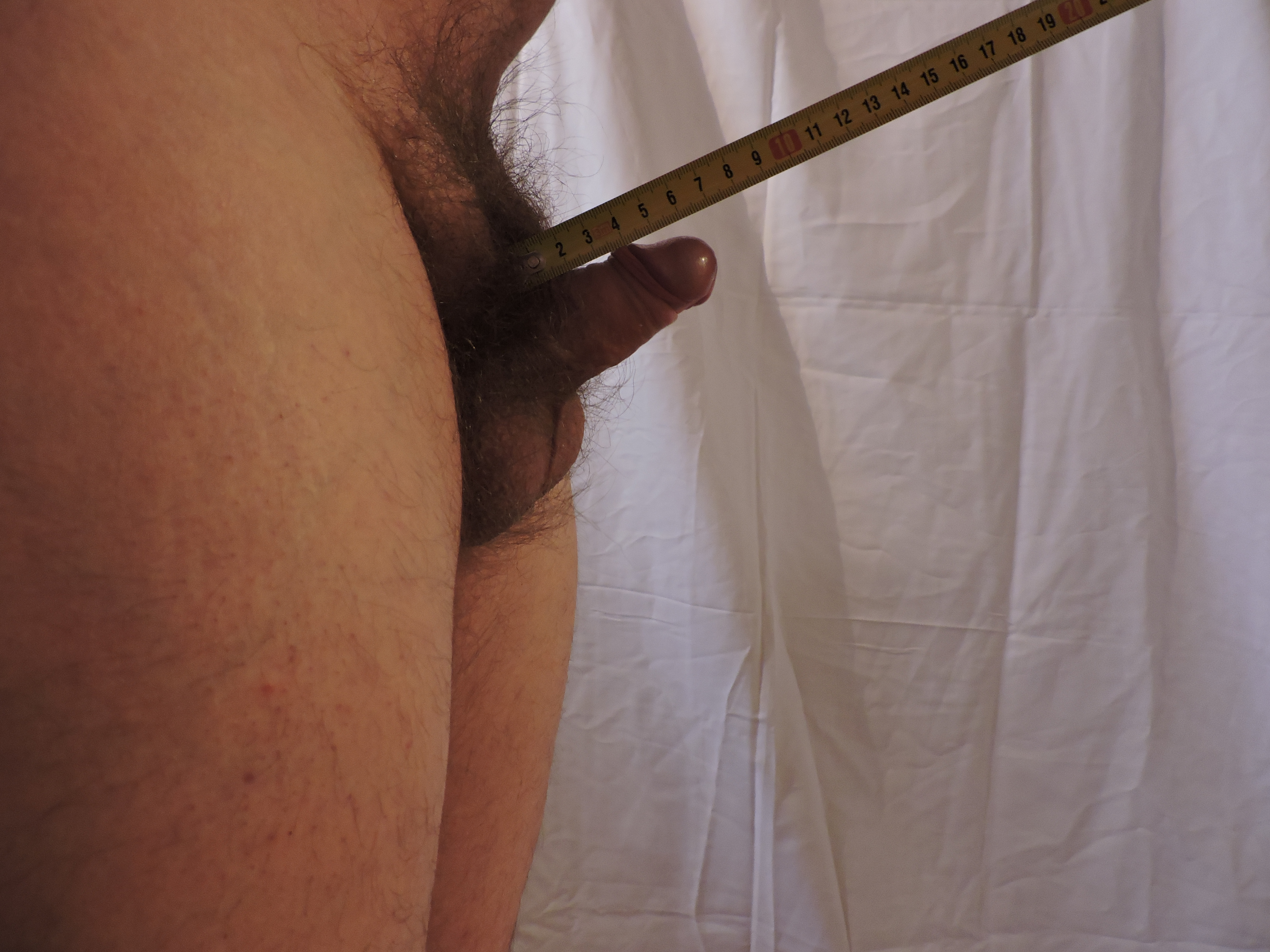
Man met een micropenis van bijna 7 cm in erecte toestand

In relatie tot de grootte van het menselijk lichaam is de menselijke penis groot in vergelijking met andere primaten.
Een systematisch onderzoek onder 15.521 proefpersonen uit 2014 concludeerde dat in de beoordeelde wetenschappelijke artikelen de gemiddelde penislengte in erectie van ca. 700 mannen 13,1 cm was met een standaardafwijking van 1,7 cm. De onderzoekers stellen vast, dat er weinig betrouwbare bronnen zijn en dat op verschillende manieren gemeten kan worden.
Op grond van deze gegevens heeft 2 op de honderd mannen een erectie kleiner dan 10 cm en 2 op de honderd een grotere dan 16,5 cm. Amerikaans onderzoek uit 2013 onder 1661 proefpersonen vermeldt een gemiddelde lengte van 14,15 cm, waarbij de kleinste penis 4 en de grootste 26 cm was.
De lengte en de dikte van de penis in rust variëren ook. Aan de lengte van de penis in rust is visueel niet de lengte van de penis in erectie te zien; een man met een kleine penis in rust kan een bovengemiddelde lengte hebben van de penis in erectie. De omgekeerde situatie komt ook voor.
Wel kan de slappe penis volledig uitgerekt worden bij een man in een liggende houding waardoor iemand (bijvoorbeeld een arts) kan bepalen tot hoever de penis kan uitrekken vanaf de huid boven de penis. Deze lengte is een indicatie voor de lengte van de stijve penis. Bij koud weer c.q. lage temperaturen krimpen de penis en balzak, de penis is dan vaak tussen de 2 en 5 cm lang.
Overigens werd in bovengenoemd onderzoek vastgesteld, dat er nauwelijks een relatie bestaat tussen penisgrootte en andere lichaamsmaten of etnische afkomst, hooguit hebben lange mannen ook een iets grotere penis.
De afmetingen van de penis zijn een bron voor allerlei ongewenste reclame waarin penisverlenging wordt aangeprezen.
Dit zijn vaak apparaten die de penis niet verlengen, maar alleen de erectie stimuleren zodat deze tijdelijk wat groter lijkt. Deze vorm van reclame speelt in op mogelijke gevoelens van minderwaardigheid die mannen kunnen ervaren als ze menen dat hun penis in vergelijking met andere mannen te klein is. In de psychologie wordt dit penis-minderwaardigheidsgevoel erkend. Men spreekt in dit kader van compensatie of overcompensatie: de man met de (gepercipieerde) te kleine penis gaat op andere terreinen zijn grootheid bewijzen: grote automobielen, huizen, standbeelden, het aanschaffen van imposante wapens etc. Deze fallussymbolen zijn statussymbolen en hebben in dit kader de functie van compensatie van het ervaren gemis.
Indien de penis kleiner is dan de gemiddelde lengte minus 2,5 keer de standaarddeviatie (kleiner dan circa 8,8 cm) wordt de penis beschouwd als een micropenis. Bij mannen met een kleine penis (minder dan 5-10 cm in erectie) wordt soms een operatie gedaan. Binnen het lichaam bevindt zich ook een deel van de penis (1 tot 3 cm) dat dan naar buiten wordt gebracht. Echt een spectaculair verschil is er niet, maar sommige mannen zijn bij zo'n operatie gebaat.

## In cultuur
Sinds de oudste culturen heeft de penis een sterk belang aangenomen als symbool van vruchtbaarheid die ook wordt gebruikt bij ceremonieën om het reproductievermogen van mensen en dieren gunstig te stemmen, bijvoorbeeld in Romeins heidendom de god Priapus werd vereerd gekenmerkt door een enorme fallus.
Verschillende hulpmiddelen die tijdelijk of permanent aan de penis bevestigd worden, zoals een piercing of een cockring kunnen de seksuele ervaring veranderen. Piercings kunnen op de penis worden aangebracht en kunnen worden aangepast als een vorm van body art.
De meest voorkomende piercings zijn Prince Albert, apadravya, ampallang en anderen.
Er zijn andere fysieke veranderingen aan de penis, zoals de tatoeage.

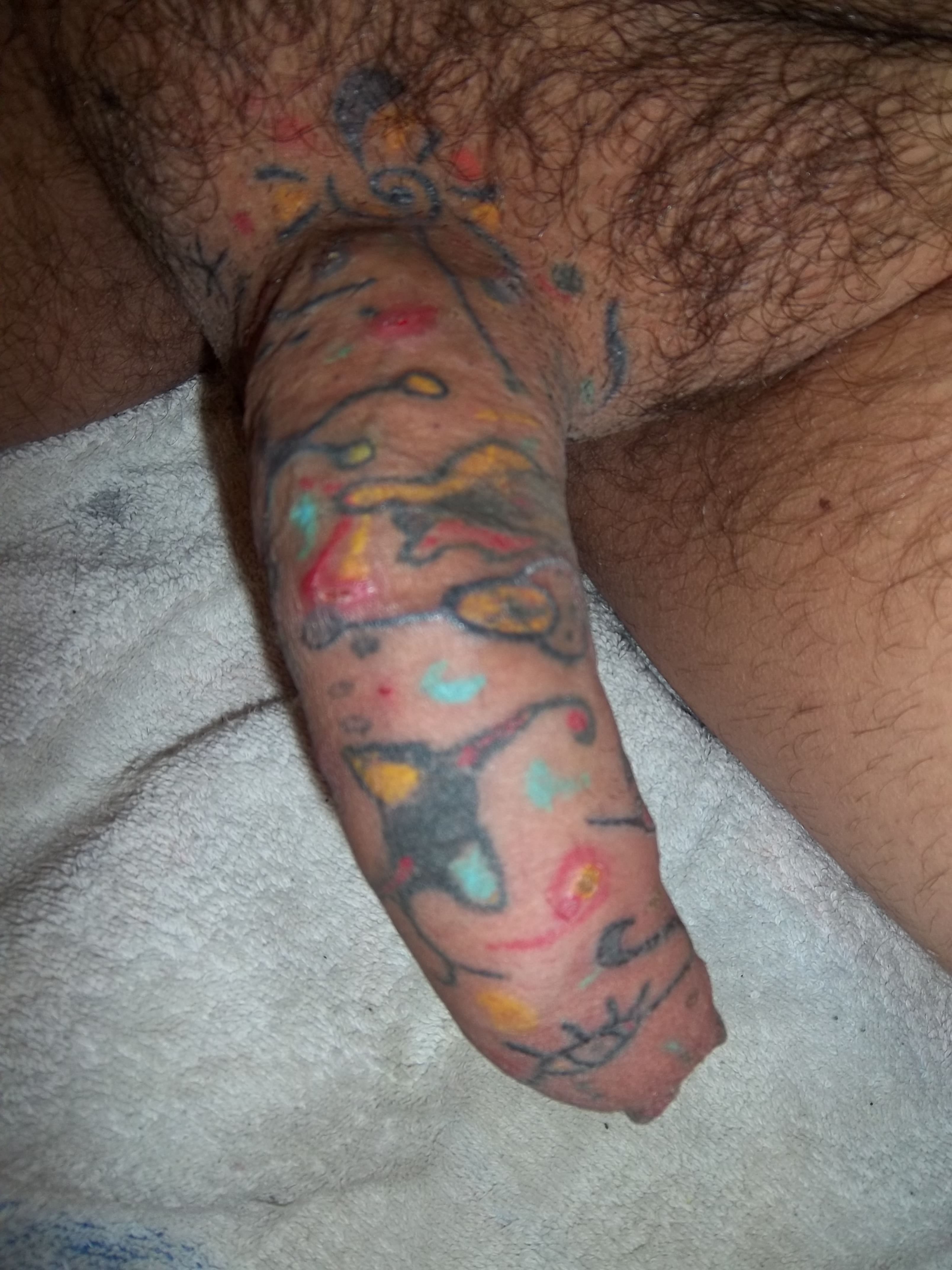
Tatoeage op de penis als een vorm van body art

Er zijn echter meer extreme vormen van lichaamskunst, de meest ernstige hiervan zijn de subincisie en de vertakking van de eikel. Het is gevonden in Australische aborigines en is ook door sommige mannen in Europa en Amerika geadopteerd.
De Nederlandse ska-band Doe Maar wijdde tot twee maal toe een lied aan het mannelijk geslachtsdeel, te weten Wees niet bang voor mijn lul en Je loopt je lul achterna.
Vanaf begin 21ste eeuw kwam het verschijnsel dickpic op, het digitaal versturen van foto’s van een (al dan niet het eigen) geslachtsdeel.

## Synoniemen
Meer aanduidingen zijn te vinden op de pagina Seksuele volkstaal en eufemismen.
Zoals bij alle woorden die met seksualiteit te maken hebben zijn er in de taal vele synoniemen voor penis. Sommige gelden als eufemismen, andere als seksuele volkstaal. Enkele voorbeelden:
- Penis (Latijn): geldt als medische en wetenschappelijk neutrale term;
- Piemel: zeer gebruikelijke term, verschilt ten opzichte van penis dat zij minder medisch klinkt;
- Fallus (via het Latijn phallus van het Griekse φαλλος): gebruikelijke term voor een stijve penis in cultuur en kunst, alsook voor symbolisch gebruik, zoals in 'fallus-symbool';
- Mannelijk lid;
- Geslachtsdeel;
- Geslacht;
- Roe of roede: de correcte, maar behalve bij honden veeleer archaïsche benaming; ook geslachts- of mannelijke roede
- Piet, fluit, plasser (met verkleinwoorden): vooral in de kindertaal, ook gebruikt door opvoeders bij de eerste seksuele voorlichting;
- De termen lul (verwant aan lel – zie oorlel) en pik (eigenlijk een hakwerktuig) zijn verre van ongebruikelijk, komen voort uit de volkstaal en de erotische literatuur. Ze worden zeker in schrijftaal veelal als grof ervaren en ook gebruikt als scheldwoord. Ook wordt pik weleens vulgair gebruikt als pars pro toto voor een mannelijke partner: "Zo, heb je een nieuwe pik?"
- In de tantra yoga worden de Tibetaanse termen vajra en lingam gebruikt.[4]